# Das Heerlager der Heiligen
Das Heerlager der Heiligen (französisch 1973: Le Camp des Saints; deutsch 1985) ist der Titel eines Buches, in dem der französische Schriftsteller Jean Raspail in fiktionaler Form die Invasion Europas durch verelendete Menschenmassen der Dritten Welt schildert. Das Buch wird oft als literarische Antizipation der Flüchtlingskrise in Europa ab 2015 angesehen. Der Titel des Buches ist von der Offenbarung des Johannes (Offb 20,9 ) inspiriert. Besonders von neurechter Seite wurde und wird das Werk positiv rezipiert.

## Handlung

### Zusammenfassung
Ein anonymer Ich-Erzähler beschreibt in der Retrospektive den Hergang der Immigration einer Million Inder nach Frankreich und die Reaktionen der französischen und der Weltgesellschaft darauf. Nachdem der belgische Botschafter in Indien das Ende des Adoptionsprogrammes für indische Kinder verkündet hat, mit dem sich viele der ärmsten Familien finanzieren, kommt es zu einem Massenansturm auf hochseetaugliche Schiffe in den Häfen Indiens. Eine Flotte von 100 Schiffen, vollgepackt mit den Ärmsten der Armen, bricht unter Führung eines missgebildeten Kindes aus der untersten Kaste in den als Paradies erhofften Westen auf. Die Handlung wird anhand verschiedener Personen geschildert – Journalisten linker und rechter Zeitungen, Politiker, Militärs, Kirchenfunktionäre, einige einfache Bürger aus der Mittelschicht, Einwanderer- und Arbeiterrepräsentanten, Hippies, NGOs und Militär.
Die Erzählung schildert die Reaktionen der französischen Gesellschaft und der Weltgemeinschaft auf die Geschehnisse in Indien. Die Debatte zur Implikation der Flotte teilt die Erzählung in drei Phasen: die Irrfahrt der „Flotte der letzten Hoffnung“, die Einsicht der baldigen Ankunft der Flotte in Europa und schließlich die Landung der Flotte an der Côte d’Azur in Frankreich.

#### Irrfahrt der „Flotte der letzten Hoffnung“
Während der Irrfahrt der Flotte schildert die Erzählung den öffentlichen und geheimen politischen Diskurs in Frankreich und anderen Ländern über das Phänomen der Flotte und seine Bedeutung für den Westen. Politische Gremien werden national und international einberufen mit dem Ziel, die Flotte möglichst auf dem Meer zu halten und dort zu versorgen. Angeführt von Kirchen und von der Hippie-Kultur inspirierten Aktivisten führt die Gesellschaft eine Barmherzigkeitsdebatte, in deren Verlauf der amtierende Papst Benedikt XVI. die Schätze der katholischen Kirche veräußert, um die Armut in Fernasien zu bekämpfen. Die öffentliche Mediendebatte wird hauptsächlich entlang der Gewissensfrage und der Armenhilfe geführt, wo eine vorausschauende Willkommenskultur entsteht, solange die Ankunft der Flotte eine theoretische Option ist. Die Politik wartet ab in der Hoffnung, dass die Flotte in einem jeweils anderen Land anlegt – oder von einem Sturm beseitigt wird.
Die Flotte irrt zunächst durch den Pazifischen Ozean, wird von Australien direkt abgewiesen. Ägypten verwehrt der Flotte die Einfahrt in den Sueskanal, wohlwissend, dass bei eventueller Blockade des Kanalausgangs in das Mittelmeer die Millionenfracht in Ägypten anlanden würde. Als nächstes Ziel wird Südafrika geschildert – im Roman noch eine Apartheidsdiktatur von 20 Prozent weißen Europäern über 80 Prozent schwarze Bevölkerung, die keinerlei Interesse an einer Verschiebung der Hautfarbenverhältnisse hat. Die südafrikanische Regierung droht der Flotte mit militärischen Aktionen, sollte sie sich der Küste nähern. Gleichzeitig ergreift das Land die Chance, sein Image zu verbessern, und wirft aus der Luft Lebensmittel und Medikamente über den Schiffen der Flotte ab – und wünscht der Flotte eine gute Weiterfahrt. Die Menschen der Flotte – die sich der Widerstandsmethode Gandhis offenbar sehr bewusst sind – werfen die südafrikanischen Versorgungsgüter medienwirksam ins Meer und nehmen Kurs nach Norden – in den Atlantik.

#### Einsicht der baldigen Ankunft der Flotte in Europa
Da der Kurs der Flotte nun klar zu sein scheint, erwachen die internationalen Gremien zu hektischer Aktivität. Eine kleine Insel vor der afrikanischen Küste wird eiligst per Flugzeug mit Versorgungsgütern, NGOs, Priestern und Medienstars beschickt, um die in Kürze vorbeikommende Flotte zu versorgen. Die Schilderung der Luftarmada mit ihrer festen Einflugsfolge – Vatikan, Weltkirchenrat, Malteser, Rotes Kreuz, eine britische Popband mit einem Flugzeug voller Kinderspielzeug, gefolgt von nationalen Lieferungen – sowie die Konkurrenz der Helfer am Boden untereinander wird detailliert beschrieben. Die Flotte verweigert die Annahme jeglicher Hilfsgüter und fährt weiter nach Norden. Zum ersten Mal kommt es zu einer Machtprobe – die Schiffe der Flotte nehmen keine Rücksicht auf die vielen kleineren Helferboote, die sich ihnen nähern.
Die Helfer der Welt bleiben verdutzt zurück. Die Regierungen Europas geraten in Panik. Aus verschiedenen Teilen der Erde mehren sich die Nachrichten von Massenansammlungen der Unterprivilegierten: In Ostsibirien bemerkt das sowjetische Militär eine wachsende Ansammlung von Chinesen auf der anderen Seite des Grenzflusses Amur. In den Metropolen der westlichen Welt sammeln sich die Underdogs, Außenseiter und verarmten Immigranten in Kneipen und verfolgen gespannt den Lauf der Flotte.
Die französische Regierung beschließt angesichts der die Gesellschaft spaltenden Moraldebatte, einen Loyalitätstest ihrer Armee durchzuführen. Würden die Soldaten, falls befohlen, die Armada der Armen versenken? Ein Kriegsschiff wird losgeschickt, einen Scheinangriff durchzuführen. Im Anblick der Elendsgestalten auf den Booten verweigern die Matrosen den Feuerbefehl. Das Schiff kehrt nach Frankreich zurück. Nun ist klar, dass die Flotte irgendwo in Europa landen wird. Die französische Regierung hofft auf einen Sturm oder auf eine Landung in Spanien.

#### Die Landung der Flotte an der Côte d’Azur
Die Flotte fährt ins Mittelmeer ein und nimmt Kurs auf Frankreich. Die Erzählung schildert die Massenflucht der Bewohner der südfranzösischen Küste nach Nordfrankreich, die Flucht der französischen Oberklasse und diverser Minister zu ihrem Vermögen in die Schweiz, die Reise des Journalisten Dío in das chaotische Südfrankreich, in dem sich Rocker, Hippies, entflohene Strafgefangene und kommunistische Splittergruppen jeweils ihre neue Gesellschaft ausrufen. Die französische Regierung mobilisiert die loyalen Reste des Militärs zur Sicherung der Küste. Der gesellschaftliche Diskurs verstummt. Die Angehörigen der Oberklasse fliehen, die Mittelklasse beginnt sich mental darauf vorzubereiten, sich mit der neuen multiethnischen Gesellschaft zu arrangieren. Die Underdogs der französischen Gesellschaft ahnen die Möglichkeit einer neuen Weltordnung und versammeln sich in den Städten und Fabriken in Erwartung des Endes der geltenden Gesellschaftsordnung.
Bei Landung der Flotte hält der französische Präsident eine Radioansprache. Entgegen seinem Plan, den Schießbefehl an die Truppen an der Küste zu erteilen, erklärt er die Gegenwehr zu einer Frage des Gewissens jedes einzelnen Soldaten.
Während der letzten Nacht vor dem Landgang der Million Inder desertiert der größte Teil von Armee und Polizei. Eine kleine Gruppe von Elitesoldaten, konservativen Mönchen und gealterten Nationalisten verbleibt allein an der Küste. Am Amur steht ein einziger sowjetischer General den chinesischen Migranten gegenüber. In New York beginnen die Underdogs, sich die Wohnungen der reichen, weißen Mittelklasse zu nehmen. Der Erzähler schildert Plünderungen, Vergewaltigungen und Anarchie in der Welt, jedoch eine relativ friedliche Übergabe der Macht an die neuen multikulturellen Komitees in Paris. Referenzen an die französische Vergangenheit („Sie haben Elsass und Lothringen übernommen – für immer!“) sowie die Schilderung einiger Schnellprozesse im Geiste der Repression nach der Französischen Revolution illustrieren den Übergang. Die Politik arrangiert sich relativ schnell mit einer neuen Gesellschaft, in der über „Rassen“, Völker und Schichten hinweg Gleichheit herrschen soll. Südfrankreich jedoch ist ein von Anarchie beherrschtes Gebiet, in dem als gesichtslose Zombiehorden geschilderte Massen von Indern plündern und allein durch ihre schiere Masse die wenigen ausharrenden Verteidiger des französischen Vaterlandes verdrängen. Eine letzte Gesellschaft von Soldaten, Politikern, Adeligen und einem alten Professor verschanzt sich mit Kaviar, Leberpastete und Rotwein in einem mittelalterlichen Wehrdorf in den Bergen über Nizza und erschießt jede sich annähernde Person in Feuerreichweite, bis das neue Regime in Paris sie bombardieren lässt.
Das Buch endet mit Gerüchten darüber, dass nun in Indonesien und Südamerika neue Flotten aufgebrochen sind, um nach Europa zu reisen.

### Einige Details der Handlung

#### Anlandung der Einwanderer
Eine Hungersnot in Indien ist der Auslöser für die Entwicklung der Ereignisse des Romans. In ihrer Not besetzen die Hungernden Schiffe und machen sich auf den Weg nach Westen. Die Bemühungen der europäischen Botschaften und der indischen Regierung, das Auslaufen der Flotte zu verhindern, scheitern. Australien, Ägypten und Südafrika verhindern – unter der Kritik der sich empörenden europäischen Presse – mit militärischen Mitteln ein Anlanden der Schiffe an ihren Küsten. Nach einer 40 Tage dauernden Schiffspassage strandet die aus hundert Schiffen bestehende „Armada der letzten Chance“ – wie sie der Starjournalist Clément Dío nennt – an einem Ostersonntagmorgen an der südfranzösischen Küste zwischen Saint-Tropez und Nizza. Schon als an Karfreitag die Flotte der Elenden bei Gibraltar die Einfahrt zum Mittelmeer passierte, ohne dass die Seestreitkräfte der NATO eingriffen, hatte eine leichte Panik Frankreich und das restliche Europa erfasst. Am nächsten Morgen gingen fast eine Million Menschen in Südfrankreich an Land. Die Infrastruktur in den betroffenen Departements bricht daraufhin zusammen. Fast die gesamte Bevölkerung, außer wenigen Alten und Kranken, flieht in den Norden des Landes. Die Marine Nationale – stolz auf ihre Flugzeugträger Clemenceau, Foch und Jeanne d'Arc – gibt keinen einzigen Schuss ab. Das staatliche Radio wird in PVR (Pariser Volksradio der vielrassigen Bevölkerung von Paris) umbenannt.

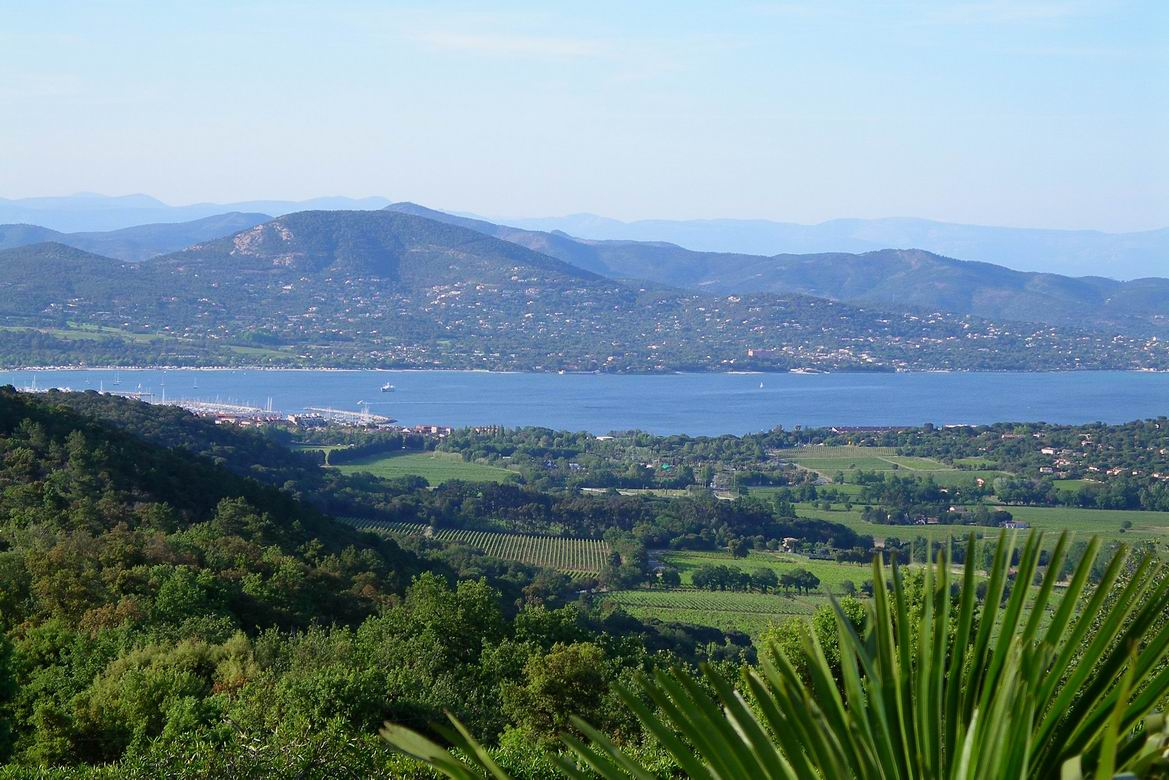
Bucht von Saint-Tropez

Einer der Zurückgebliebenen ist Calguès, ein emeritierter Literaturprofessor. Sein Haus liegt wie ein alter römischer Vorposten in einem nicht näher beschriebenen Ort oberhalb der Küste der Côte d’Azur. Auf dem dunkel gebeizten Holz der massiven Eichentür seines Hauses ist die Jahreszahl 1673 eingraviert. Er beobachtete mit einem Teleskop von oben das unfassbare Treiben unten an der Küste. Ihm kommen die Kreuzfahrer, die am Vorabend der Schlacht singend gegen Jerusalem zogen, und das Volk Israel, das siebenmal um die Stadt Jericho zog, in den Sinn. Beim siebten Trompetenstoß waren die Mauern von Jericho kampflos eingestürzt. Das Bild des Überflusses, das sich normalerweise von seinem Haus aus bot – Yachten, muskulöse Wasserskifahrer, bezaubernde Mädchen, dicke Bäuche –, war an diesem Tag wie weggefegt. Fünfzig Meter vom Ufer entfernt lag eine auf Grund gelaufene verrostete Flotte von Schiffen, vom anderen Ende der Erde.
Auf dem Leitschiff, dem sechzig Jahre alten Postdampfer India Star, hätte sich eigentlich der Organisator der Armada befinden sollen. Ballan, ein Franzose und atheistischer Philosoph, wurde jedoch bei der Abfahrt des Schiffes von der einströmenden Menge erdrückt. Noch am Vortag der Abfahrt hatte er im französischen Konsulat in Kalkutta ein humanitäres Gespräch mit dem Konsul und dem römisch-katholischen Bischof für die Gangesregion geführt.

#### Reaktion der Regierung
Am Ostermontag versammelt der französische Präsident in seinem Amtssitz, dem Élysée-Palast, Minister, die Stabschefs der drei Waffengattungen, Polizeiführer und regionale Präfekten. Über das Radio werden beruhigende Nachrichten verbreitet. Auf den Radiosendern, wo bisher nur Popmusik, einfältiges Geschwätz, Berater für Gesundheit, Herz und Sex das Feld beherrschten, läuft plötzlich Mozarts Kleine Nachtmusik, so als ob das bedrohte Europa sein glanzvolles Gesicht bewahren wolle. Der Präsident und Oberbefehlshaber der Streitkräfte verfügt, zum Schutze des Eigentums der nach Norden geflohenen Inländer, die Verlegung von vier Divisionen des Heeres in die Region Provence-Alpes-Côte d’Azur. Viele von den ungefähr 200.000 mobilisierten Soldaten erscheinen nicht zum Dienst oder desertieren nach Dienstantritt. Am Abend des Ostermontags befinden sich ungefähr 10.000 Soldaten in ihren angewiesenen Stellungen an der Küste.
Den Oberbefehl führt Oberst Dragasès, ursprünglich vom Zweiten Kavallerieregiment Chamborant, einem 300 Jahre alten Traditionsregiment der französischen Armee. Auf seinem Panzer steht der Name Bir Hakeim, der an die Schlacht von Bir Hakeim 1942 erinnern soll. Das Regiment hatte schon bei den Schlachten in Valmy, Austerlitz, Friedland, Isly, Solferino und Flandern gekämpft. Der Name Dragasès soll an den letzten byzantinischen Kaiser Konstantin XI. erinnern, der bei der Belagerung von Konstantinopel 1453 fiel und das Ende des Byzantinischen Reiches besiegelte. Nach tagelangem Zögern erhält Dragasès vom Präsidenten den Befehl, sich gewaltsam gegen die Einwanderer zu wenden.

#### Clément Dío und Iris Na-Chan
Auch Clément Dío und seine eurasische Freundin Iris Na-Chan machen sich auf den Weg nach Süden. Dío heißt eigentlich Ben Souad und ist Herausgeber einer Wochenzeitung mit 600.000 Lesern. Er ist nordafrikanischer Abstammung und stammt von einer arabischen Haremssklavin ab. Unter seinen Familienurkunden fand er einen Kaufvertrag, wonach sie an ein französisches Offiziersbordell verkauft worden war.
In Saint-Vallier treffen sie in einem Café auf geflohene Strafgefangene. Sie erkennen Dío und feiern ihn zunächst als einen von ihnen, der mit seinen Leitartikeln für eine radikale Humanisierung der Gefängnisse plädierte. Aber irgendwann kippt die Stimmung. „Wir pfeifen auf alles. Aus mit dem Blabla. Wir wollen uns amüsieren.“ Die Gemäßigten unter den Gefangenen sind in der Minderzahl. Er hört Iris Na-Chan stöhnen, leise weinen und dann seltsam lachen. Dío wird in die Toilette im dritten Stock gesperrt. Im Hotel stinkt es nach Wein, Tabak und kaltem Erbrochenen. Die meisten Fensterscheiben sind am nächsten Tag kaputt. Am nächsten Tag findet Dío seine Frau vor der Bar. Sie schläft völlig nackt auf einer Bank. Jemand hatte auf ihre Brust erbrochen. Eine Serviette bedeckt ihren Unterleib. Sie schläft so tief, als hätte sie die ganze Flasche Barbitursäure geleert, die zu ihren Füßen liegt.
Nachdem die Einwanderer vom Ganges den Süden Frankreichs übernommen haben, werden in den Einwanderervierteln Bordelle mit einem Restbestand an Frauen weißer Hautfarbe eingerichtet, die die männlichen Einwanderer aus dem Ganges kostenlos besuchen können. Als letztes europäisches Land öffnet die Schweizerische Eidgenossenschaft um 00:00 Uhr offiziell ihre Landesgrenzen, nachdem diese schon seit Tagen nicht mehr bewacht worden sind.

#### Verhalten der Kirche
In dem im Jahre 1973 erschienenen Buch heißt der amtierende Papst „Benedikt XVI“. Er hat nicht nur wie Paul VI. die Papstkrone verschenkt, sondern auch noch nach dem „III. Vatikanischen Konzil“ das gesamte Vermögen der römisch-katholischen Kirche verkauft. Von dem Verkaufserlös kann nicht einmal der Landwirtschaftsetat von Pakistan für ein Jahr ausgeglichen werden. Danach zieht er in eine schäbige Wohnung in der Nähe der Vatikanstadt. Vornehmlich in Europa herrscht die neue „Religion der Ökumene und Gutgläubigkeit“. Schon kurz nach der Landung der Migrantenschiffe beginnen französische Kirchenführer in einer Abtei mit einem Hungerstreik für die Migranten. Der Abt ist eigens zu diesem Zweck von einem buddhistischen Kongress in Kyōto zurückgekehrt. Am nächsten Tag verfügt der Kardinal und Erzbischof von Paris, dass der muslimischen Gemeinde von Paris dreißig Kirchen geschenkt werden. An diesem Tag zerschellen zwei Flugzeuge beim Landeanflug auf dem Flugplatz der Côte d’Azur, die mit Hilfsmitteln für die Menschen vom Ganges beladen waren. Eine dicke schwarze Gewitterwolke hatte sie eingehüllt und den Ausfall aller Bordinstrumente verursacht. Das weiße Flugzeug trug die Farben des Vatikans und das grau gestrichene Flugzeug die des Ökumenischen Rates der protestantischen Kirche.

## VorspannBig Otherin Neuauflage
Für die französische Neuauflage des Buches 2011 schrieb Raspail als Vorspann einen Essay, dem er den Titel Big Other gab. Er fehlt in der deutschen Ausgabe, ist aber separat bereits 2014 in einer Sammlung kleiner Texte Raspails auf Deutsch erschienen.
Raspail geht in diesem Essay auf die Entstehungs- und die Rezeptionsgeschichte des Buches ein. Zwei juristische Gutachter hätten ihm bescheinigt, dass dieses Buch, „würde es heute zum ersten Mal erscheinen, nicht mehr publizierbar wäre.“ Daran könne man ermessen, „wie stark die Meinungsfreiheit, insbesondere zu diesem Thema, seither eingeschränkt“ worden sei. Trotzdem sei das Buch in weiten Kreisen gelesen worden, auch von jenen Politikern, die die rechtlichen Grundlagen dafür mit geschaffen haben – Raspail nennt eine Reihe prominenter Namen, beginnend mit François Mitterrand. Er hat ihnen ein gewidmetes Exemplar geschickt und bekam durchwegs Antworten, „in einem Ton gehalten, der nichts gemein hat mit den Diffamierungen durch die vier [Antidiskriminierungs-]Gesetze.“ Diese Briefe seien sozusagen sein Fallschirm.
Big Other ist die Chiffre Raspails für die seiner Ansicht nach alles durchdringende und beherrschende Ideologie in Frankreich, die Matthias Matussek in seiner Besprechung des Buchs – deren Abdruck die Welt abgelehnt hatte – als Movens der „Lust, die eigene Kultur auszulöschen“, bezeichnet hat. Raspail beschreibt Big Other anhand einer Reihe von Beispielen. Offen bleibt für ihn die Frage, die ihn „in den Abgrund einer verzweifelten und wütenden Fassungslosigkeit stürzt: Warum sich die vorgewarnten Franzosen dermaßen blind, methodisch, ja zynisch an der Opferung eines bestimmten Frankreich ... auf dem Altar eines übersteigerten Humanismus beteiligen.“

## Rezeption
Die Landung der Schiffe markiert in dem Roman eine welthistorische Wende. Raspail beschreibt das Ende der christlich geprägten Kultur des Abendlandes mit ihren säkularen Ausläufern nach zweitausend Jahren. Er sieht als Hauptursachen dafür die Bevölkerungsentwicklung in den materiell armen Ländern des Südens und den erloschenen Selbstbehauptungswillen der Menschen und Institutionen in Europa. Die französische Republik der Aufklärung habe, so der katholische Monarchist Raspail, das Vaterland der Franzosen verraten. Politiker bezeichnet Raspail in dem Buch als „gebügelte Silberzungen“, deren Hirne bei jeder Gelegenheit „eine süße Sahne ejakulierten“, und Massenmedien sind für ihn „die große Hure“, da sie wie die Politiker die angebliche Bedrohung durch Fremde herunterspielten. Ebenso äußert Raspail Abscheu vor Mitgefühl empfindenden Kirchenleuten, die als „Kondottiere der Heiden“ tituliert werden, und vor einem Papst, der in Bescheidenheit auf einem Strohthron sitzt. Das Buch wurde bei seinem ersten Erscheinen 1973 kaum diskutiert, wohl, so die Vermutung Jürg Altweggs, weil Raspail Monarchist war und man ihn deshalb nicht ernst genommen habe. Trotzdem verkaufte sich das Buch in Frankreich konstant gut und erreichte bis 2011 eine Gesamtauflage von einer Million Exemplaren.
Lorenz Jäger schreibt 2005 in der FAZ: „Raspails Roman ist grotesk-apokalyptisch bis zur Obszönität, er schwelgt im Häßlichen, Grausamen, und vielleicht war dies der Preis für die visionäre Kraft. Der Autor verlängerte, wie Orwell in der negativen Utopie 1984, die Linien seiner Gegenwart.“ Die politisch linke Wochenzeitung Jungle World hat das Buch als „rechtsextrem“ bezeichnet. Ulrich Ladurner (Die Zeit) sieht in dem Buch ein „übles Machwerk“, das sich der Ängste der Europäer bediene, um eine Untergangsvision zu rechtfertigen.
Im Juli 2015 erschien eine deutsche Neuübersetzung von Martin Lichtmesz im Verlag Antaios, die im Gegensatz zur ersten Übersetzung aus dem Hohenrain-Verlag von 1985 den vollständigen Text in einer von Raspail autorisierten Übertragung umfasst. In der Erstübersetzung war auf sinnentstellende Weise mehr als ein Viertel des Textes getilgt worden.
Lorenz Jäger von der FAZ besprach auch die neue Version. Er bescheinigt dem Buch angesichts der aktuellen Situation „prophetische oder albtraumhafte Qualitäten“ und schließt: „Das Heerlager der Heiligen dürfte ein Kultbuch werden.“
Matthias Matussek lobte das Buch in der schweizerischen Weltwoche als „rabenschwarzes, witziges, absurdes und doch enorm realistisches Meisterwerk“; den Autor bezeichnete er als „Stilist von Gnaden“. In der schweizerischen WOZ kritisierte Hans Stutz die Einschätzung Matusseks, der Roman sei „parodistisch“: „Raspail, verkniffen wie ein blasierter Gutsverwalter, meint es ernst mit seiner Botschaft. Diese lautet: Der Westen gehört «der weissen Rasse», und die Verteidiger Europas dürfen, ja müssen über Leichen gehen.“ Stutz verweist darauf, dass der Roman auch nur im rechtsextremen Hohenrain-Verlag bzw. im ebenfalls „weit rechts außen verortete[n]“ Antaios-Verlag erschienen sei.
Michael Klonovsky fasste im Focus den Inhalt zusammen und nennt es „das Buch zur Flüchtlingskrise, eine Mischung aus Untergangsbericht, Pamphlet und schwarzer Satire. Gäbe es einen Nobelpreis für literarische Prophetie, der 90-Jährige müsste ihn noch stracks erhalten.“ Christian Schröder vom Tagesspiegel sieht in dem Roman ein „Kultbuch der Pegida-Bewegung sowie anderer Rechter und Rechthaber“ mit einem „xenophobe[n] und rassistische[n] Szenario“. Er resümiert auf Raspails Prophezeiung „Die kommenden Zeiten werden grausam sein“ replizierend: „Grausam ist diese obszöne Literatur, die sich in blutigen Endzeitkonflikten suhlt“. Stefan Keim vom Deutschlandfunk befand, dass „[d]er Roman [...] keine realitätsnahe Satire, sondern eine triebgesteuerte Fantasie, politisch unkorrekt und oft geschmacklos“ sei.
Insbesondere das extrem rechte Milieu beruft sich seither gerne auf das Buch: Nicht nur Marine Le Pen in Frankreich, sondern auch Stephen Bannon, bis August 2017 politischer Chefstratege Donald Trumps, zitiert das Buch häufig. Auch Ungarns Ministerpräsident Viktor Orbán verwies in einer Rede am 23. Juli 2022 auf Raspails Buch und empfahl es zum Verständnis der geistigen Entwicklungen, die den Westen unfähig machten, sich gegen Migration zu verteidigen. Michel Houellebecq ließ sich für seinen eigenen Bestseller Unterwerfung davon inspirieren.

## Dramatisierung
Die Ruhrfestspiele in Recklinghausen wurden 2019 mit einer Bühnenfassung des Romans in der Inszenierung durch Hermann Schmidt-Rahmer eröffnet. Dafür wurden die Aufführungsrechte des französischen Originals statt der deutschen Übersetzung des Antaios-Verlags erworben.